# پدرا فورادا

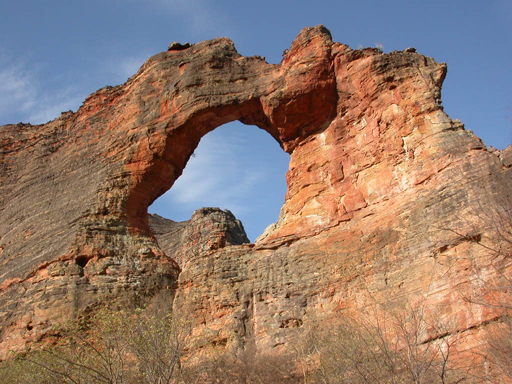
طاق سنگی در پدرا فورادا.

پدرا فورادا (انگلیسی: Pedra Furada)، مجموعه ای مهم از بیش از ۸۰۰ محوطه باستانی در ایالت پیاوی، برزیل است.